# Bandiera dell'Argentina
La bandiera dell'Argentina è stata adottata per legge il 27 febbraio 1812. La bandiera consiste in tre bande orizzontali di uguali dimensioni. Le due bande esterne sono azzurre e quella centrale è bianca, con al centro il Sol de Mayo (sole di maggio).

## Sol de Mayo
Al centro della striscia bianca è posto un emblema del Sole (Sol de Mayo, simbolo di una divinità indigena) che, secondo la tradizione, venne creato nel 1812 dall'intellettuale, diventato in seguito generale, Manuel Belgrano (figlio di un ligure nato a Costa d'Oneglia, ora frazione di Imperia; il cognome completo era  Belgrano y Peri), ispirato da uno sguardo verso il cielo mentre si trovava sulle rive del fiume Paraná nella località dove sorge l'attuale città di Rosario, città gemellata con Imperia.
L'emblema del sole è un'importante icona per gli argentini ed è apparso anche sulle versioni antecedenti della bandiera.

## Bandera de Ornato
Accanto alla bandiera ufficiale (Bandera Oficial de Ceremonia) caricata del Sol de Mayo, viene spesso sventolata la bandiera civile senza sole detta Bandera de Ornato, ritenuta comunque ufficiale e pienamente rappresentativa della nazione.

## Colori
Mentre le dimensioni e le proporzioni sono state da sempre ben definite (addirittura con dimensioni ufficiali: 0,9 × 1,4 metri, con le bande colorate 30 cm per ognuna), i colori della bandiera argentina sono spesso oggetto di diatribe in quanto non c'è una determinazione precisa in nessun testo legislativo.
Esiste però un detto popolare molto comune, che si confonde con la realtà, almeno tra gli abitanti di Buenos Aires. Si racconta che la vera origine dei colori della bandiera argentina derivano dai colori delle vesti della Madonna, nelle rappresentazioni tradizionale dei due veli bianco e celeste.

Il legislatore si è sempre e solo limitato a definire bianca e celesti le tre bande orizzontali, che nella classificazione "Pantone" corrisponderebbero a queste campionature:
| Colore                    | RGB           | HTML    | HSV          | Lab         | CMYK           | Esempio |
| ------------------------- | ------------- | ------- | ------------ | ----------- | -------------- | ------- |
| Azzurro ceruleo           | 156, 196, 226 | #9BC4E2 | 201, 31, 89  | 77, -9, -20 | 37, 12, 3, 0   |         |
| Azzurro ceruleo (Websafe) | 153, 204, 255 | #99CCFF | 210, 40, 100 | 80, -3, -31 | 35, 10, 0, 0   |         |
| Bianco                    | 255, 255, 255 | #FFFFFF | 0, 0, 100    | 100, 0, 0   | 0, 0, 0, 0     |         |
| Giallo oro                | 255, 205, 51  | #FFCD33 | 45, 80, 100  | 85, 8, 76   | 1, 19, 89, 0   |         |
| Nero                      | 0, 0, 0       | #000000 | 0, 0, 0      | 0, 0, 0     | 75, 68, 67, 90 |         |

## Bandiere storiche
| Periodo   | Bandiera | Governo                                                                                             |
| --------- | -------- | --------------------------------------------------------------------------------------------------- |
| 1812      |          | Bandiera issata a Rosario da Manuel Belgrano                                                        |
| 1812-1818 |          | Bandiera di MachaUfficialmente adottato nel 1816                                                    |
| 1818-1819 |          | Prima bandiera delle Province Unite del Río de la Plata                                             |
| 1819-1820 |          | Seconda bandiera delle Province Unite del Río de la Plata                                           |
| 1820-1829 |          | Prima bandiera ripristinata (Province Unite del Río de la Plata)                                    |
| 1829-1835 |          | Bandiera scelta da Juan Manuel de Rosas dopo la sua ascesa al potere nella Confederazione argentina |
| 1835-1850 |          | Bandiera della Confederazione argentina                                                             |
| 1850-1861 |          | Bandiera della Confederazione argentina                                                             |
| 1861-     |          | Bandiera dell'Argentina                                                                             |